# Mailes
Mailes ein Gemeindeteil des Marktes Stadtlauringen im unterfränkischen Landkreis Schweinfurt in Bayern. Am 1. Mai 1978 wurde die bis dahin selbständige Gemeinde in den Markt Stadtlauringen eingegliedert.

## Geographie
Mailes liegt an einem kleinen Bach, dem Mailesbach. Das Kirchdorf liegt etwa drei Kilometer nordöstlich von Stadtlauringen, am Fuße der Haßberge. Zu erreichen ist Mailes unter anderem aber auch über einen neuen Rad- und Wirtschaftsweg von Stadtlauringen aus.

## Baudenkmäler
Aus der zweiten Hälfte des 15. Jahrhunderts stammt die protestantische Kirche St. Lukas mit ihrem spätgotischen Chor. Das Langschiff wurde im 18. Jahrhundert angegliedert.